# Rajieen
Rajieen (in arabo palestinese راجعين?, Rājiʿīn, "Ritorneremo") è un singolo di beneficenza inciso da un supergruppo di 25 artisti da 11 paesi dell'area MENA, pubblicato il 31 ottobre 2023.

## Descrizione
Il brano nasce da un'idea del produttore giordano Nasir Al-Bashir e della sua amica Hayat Abu Samra per sensibilizzare l'opinione pubblica sulla crisi umanitaria a Gaza nel corso della guerra fra Israele e Hamas. Il testo della canzone tocca diversi temi relativi al conflitto israelo-palestinese, quali l'esilio dei palestinesi, il sostegno occidentale a Israele e il desiderio dei palestinesi di ritornare nelle proprie terre. Sono citati episodi storici quali l'uccisione del dodicenne Muhammad al-Durrah durante la Seconda Intifada e l'esplosione all'ospedale Al Ahli durante la guerra attuale. Rajieen è stato paragonato al singolo del 1998 The Arab Dream (in arabo الحلم العربي‎?, al-Ḥulm al-ʿarabī, "Il sogno arabo"), anch'esso inciso da un gruppo di molteplici artisti e divenuto popolare con lo scoppio della Seconda Intifada.
Tutti i proventi della vendita del singolo sono stati donati al Palestine Children's Relief Fund (Fondo di Soccorso per l'Infanzia palestinese).

## Formazione
Gli artisti che hanno partecipato all'incisione del singolo sono:
- A5rass
- Afroto
- A.L.A
- Alyoung
- Amir Eid
- Balti
- Bataineh
- Dafencii
- Dana Salah
- Dina El Wedidi
- Donia Wael
- Fuad Gritli
- Ghaliaa Chaker
- Issam Alnajjar
- Marwan Moussa
- Marwan Pablo
- Nordo
- Omar Rammal
- Randar
- Saif Safadi
- Shroof
- Small X
- Vortex
- Wessam Qutob
- Zeyne

## Classifiche
| Classifica (2023) | Posizione massima |
| ----------------- | ----------------- |
| Egitto            | 2                 |